# Jens Christian Carl Krag-Juel-Vind-Frijs
 Der er flere personer med dette navn, se Christian Friis.
Jens Christian Carl lensgreve Krag-Juel-Vind-Frijs, uformelt Christian Frijs (født 12. februar 1779 på Juellinge, død 11. november 1860 på Boller) var en dansk adelsmand, lensgreve til Grevskabet Frijsenborg og en af Danmarks største jordbesiddere. 
Han tiltrådte grevskabet Frijsenborg ved sin fars død i 1815. Grevskabet var ved overtagelsen forsømt og gældsat, men gennem en meget målrettet indsats blev det bragt på fode, og han kunne videregive grevskabet til den næste generation som et moderne drevet og velkonsolideret gods.  

## Baggrund
Jens Christian Carl Krag-Juel-Vind-Frijs blev født den 12. februar 1779 på godset Juellinge (nu Halsted Kloster), på Lolland, som søn af Frederik Carl lensgreve Krag-Juel-Vind-Frijs (1753-1815) og hustru Caroline Frederikke Juliane, født komtesse Holstein (1758-1819). 
Han blev 1798 student (privat dimitteret) og samme år immatrikuleret ved og 1802 cand.jur. fra Københavns Universitet.

## Ægteskab og børn
Den 11. juni 1810 blev han på Ledreborg viet til Henriette Frederikke Magdalene, rigsgrevinde zu Innhausen und Knyphausen (1791-1866). De fik deres første hjem på godset Søbygård, hvis hovedbygning faderen netop havde ladet opføre. På Søbygård fødtes børnene Juliane Sophie (1811-1899), der i 1830 blev gift med Friedrich Ernst von Kardorff (1791-1867) til godset Böhlendorff, Frederik Edzard Carl (1813-1835) og Caroline Henriette (1816-1832).
I 1817-18 flyttede familien ind på Frijsenborg Slot, der nu var blevet istandsat. Her fødtes den senere arving Christian Emil Carl Krag-Juel-Vind-Frijs (1817-1896), Louise Auguste Antoinette (1820-1883), der i 1839 blev gift med Adolph Carl Ludvig von Gadow (1808-93) til godset Hugoldstorf, Clara Sophie (1822-1852), der i 1841 blev gift med Hans Rasmussen Carlsen til Gammelkjøgegaard,  og Emmy Francisca Erhardine Tidonia, (1825-1863), der i 1857 blev gift med landskabsmaleren Thorald Læssøe og Tido (født/død 1828). 
Efter broderen Erhard Juel-Vind-Frijs (1788-1826) og svigerinden Caroline Tugendreich Adelheids (1788-1827) død på godset Wedelslund ved Galten optog lensgreveparret tvillingerne Erhard Christian Carl (1826-1844) og Asta Tugendreich Adelheid, (1826-1890) i familien.
Deres søstre Bertha Antoinette Henriette (1822-1827) og Caroline Amalie (1824-1843) blev optaget i deres mors familie i hertugdømmet Slesvig, medens deres broder Frederik Julius Krag-Juel-Vind-Frijs (1821-1885) blev optaget i farbroderen Karl Ludvig Krag-Juel-Vind-Frijs' hjem på baroniet Juellinge, som han senere arvede.

## Grevskabet Frijsenborg
Ved et familieråd afholdt i 1802 på baroniet Juellinge blev der under forsæde af familiens overhoved Sophia Magdalena, født von Gram, enke efter Jens baron Krag-Juel-Vind, truffet beslutning om fordelingen af ejendommene efter Frederik Carl Krag-Juel-Vind.
Den ældste af hans sønner, Jens Christian Carl (1779-1860) skulle arve grevskabet Frijsenborg, den næstældste Carl Ludvig (1780-1838) skulle arve baroniet Juellinge og den yngste søn Erhard (1788-1826) skulle arve godset Wedelslund samt tiltræde baroniet Juellinge, såfremt broderen Carl Ludvig døde barnløs. 
Grevskabet Frijsenborg, som Jens Christian Carl dermed kunne se frem til at arve, bestod af to dele. Den nordre, og største del, var Frijsenborg og den søndre del var Boller ved Horsens og Møgelkær (som dog begge først i 1844 blev formelt føjet til grevskabet). Thorsølund ejede han til 1833.
Grevskabet var landets største gods, men var ved Jens Christian Carls tiltrædelse i 1815 i forsømt og forgældet stand, men han havde fra første færd som sit erklærede mål at få grevskabet bragt på fode igen. Han lagde i de følgende år hele sin arbejdsstyrke, indsigt og flid i grevskabets drift og udvikling og følte et personligt ansvar for de mange hundrede mennesker, der var afhængig af hans besiddelser med  en samlet størrelse svarende til Falster.
Han undlod 1815 ved tiltrædelsen af grevskabet Friisenborg at få patent som lensgreve efter grevernes privilegier § 6, men blev af sin samtid betragtet som lensgreve.
Umiddelbart efter sin tiltrædelse iværksatte han en hovedreparation af hovedbygninger og satte over hoveddøren ved afslutningen i 1818 en sandstensflise med indskriften: "Den stormægtige konge og herre kong Christian den Femte har allernådigst erigeret og ophøjet Giernit (Jernit) med underliggende gods til grevskab under navn af Frijsenborg anno 1672 for samme stifter den høje og velbårne herre hr. greve Mogens Frijs, hvis søn den høje og velbårne herre hr. greve Nicolaj Frijs i året 1693 har ladet denne grevelige residens opbygge. Hvilken anno 1709 er forbedret og renoveret ved hans højvelbårne hr. greve Christian Frijs, året 1818 indvendig og udvendig istandsat af højvelbårne hr. greve Christian Krag-Juel-Vind-Frijs."
Til at forestå den overordnede ledelse af de udstrakte skove ansatte han som overførster, skovrider Klaus Edvard Wiinholt (1777-1833) fra Norge og som leder af park, køkkenhave, planteskoler og frugtplantager ansattes kunstgartner Georg Henrik Koch (1787-1871). 
Gennem sin indsats skabte Jens Christian Carl Krag-Juel-Vind-Frijs et veldrevet og godt konsolideret gods. Han påbegyndte endvidere overgangen til selveje for sin fæstere og husmænd og fik også derigennem rettet op på økonomien. I 1849 kunne han overdrage ledelsen af grevskabets nordre del til sønnen Christian Emil Krag-Juel-Vind-Frijs og med sin hustru og datteren Emmy Frijs flytte ind på enkesædet Boller Slot.

### Boller
Han anlagde 1824 gården Christiansminde (under Boller) samt 1851 dens avlsbygninger og 1853 dens hovedbygning.
Godset Boller var i sensommeren 1844 rammen for et længerevarende ophold for kong Christian 8. og dronning Caroline Amalie. Anledningen var hærens store efterårsmanøvrer ved Hedensted under ledelse af kronprinsen, den senere kong Frederik 7.. Foruden kongeparret boede godt 80 af hoffets folk på godset. Kongeparret aflagde herunder besøg hos kammerherre Holger Christian Reedtz på det nærtliggende Palsgaard. Højdepunktet under besøget var en storslået fest i slotsparken i anledning af majestætens fødselsdag.

## Titler og politiske embeder
1804 blev Krag-Juel-Vind-Frijs kammerjunker. Han blev 1828 kammerherre og 1860 gehejmekonferensråd. 1. august 1829 blev han Ridder af Dannebrogordenen, 28. oktober 1836 Dannebrogsmand, 28. juni 1840 Kommandør af Dannebrog og 2. oktober 1844 Storkors (symbolum: Ær din Overmand og Du vil æres af dine Undermænd).
Han var 1832-34 medlem af de 35 "oplyste Mænds" forsamling, der skulle forberede stænderforsamlingernes indførelse. Af stænderforsamlingen for Nørrejylland var han kongevalgt medlem 1834-38 og 1841-42. Fra sidstnævnte år var han desuden medlem af både Skanderborg, Viborg og Aarhus Amtsråd.

## Død og begravelse
Jens Christian Carl lensgreve Krag-Juel-Vind-Frijs stiftede ved fundats af 10. september 1854 Christian Frijs' Legat med 10.000 kr., hvis renter uddeles til trængende. Han døde på Boller Slot den 11. november 1860. Han blev begravet i gravhøjen i skoven ved Frijsenborg, som han havde anlagt efter datteren Carolines død 1832.
Enken, Henriette Frederikke Magdalene, født rigsgrevinde zu Innhausen und Knyphausen, beboede slottet til sin død den 5. november 1866.